# 鈴木雅和
鈴木 雅和（すずき まさかず、1952年 - ）
ランドスケープアーキテクト、農学博士 (東京大学) 。
筑波大学芸術系名誉教授。
16年間日本住宅公団で造園設計を行ったのち4年間の東京大学農学部助手を経て、筑波大学で26年間環境デザインを担当し定年退官。
2009年からは被爆樹木研究をも行っている。
業績等も七ツ洞公園再生の仕掛け
他、多数。

## 経歴
1975年、東京大学農学部農業生物学科卒業後、日本住宅公団に勤務し、1979年9月まで関東支社設計部設計第三課、1979年10月から1980年6月まで、公団本社建築部設計計画課所属。1980年7月から1988年5月まで、東京支社住宅事業第一部建築第一課所属。
1988年6月から1989年3月まで、財団法人国土開発技術研究センター調査第三部所属。
1989年4月から1992年3月まで、東京大学農学部助手。
『緑地植物の画像を含むデータベースに関する研究』で、1990年に博士。
1992年4月から1995年3月まで、筑波大学芸術学系講師着任。
1995年4月から2000年7月まで、筑波大学芸術学系助教授着任。
2000年8月から2004年3月まで、筑波大学大学院人間総合科学研究科芸術学専攻博士課程助教授着任。
2004年4月から2012年3月まで、筑波大学大学院人間総合科学研究科教授就任。
2012年4月から2017年3月まで、筑波大学芸術系教授就任。

## 賞歴
- 1992年5月、緑地植物の画像を含むデータベースに関する研究で日本造園学会賞（研究論文部門）
- 1997年9月、明野町コミュニティガーデンでビズ・ガーデン大賞ガーデン計画部門佳作
- 2000年4月、日本建築学会関東支部第1回美しくまちをつくるむらをつくる提案競技優秀賞
- 2003年9月、日本建築学会関東支部第5回美しくまちをつくるむらをつくる提案競技優秀賞
- 2006年2月、日本建築学会関東支部第7回美しくまちをつくるむらをつくる提案競技優秀賞
- 2006年、2006首里城公園花祭り総合プロデュースで、日本空間デザイン協会 日本ディスプレイデザイン賞 展示部門入選
- 2007年、2007首里城公園花祭り総合プロデュースで、日本空間デザイン協会 日本ディスプレイデザイン賞 研究部門入選
- 2009年9月、日本学術振興会平成21年度 特別研究員等審査委員会専門委員表彰
- 2011年10月、丸の内仲通りガーデニングショー2011 入賞
- 2012年2月、沖縄県・沖縄ふるさと再生機構のしごと、沖縄の新たな発展につなげる大規模基地返還跡地利用計画提案コンペ 入選
- 2012年2月、筑波大学2011BEST FACULTY MEMBER 学長表彰
- 2014年5月、筑波山梅林再生プロジェクトで日本造園学会賞（技術部門）
- 2017年9月、日本学術振興会平成29年度 科学研究費助成事業審査委員表彰
- 2023年6月、造園分野における研究・制作・教育・社会貢献で日本造園学会2022年度上原敬二賞[3]

## 著書
『ちきゅうおひとりさん』（独立出版、2023年）
『写真集 ヒロシマ・ナガサキ被爆樹たちの肖像』（2021年）
など。